# Публий Калпурний Мацер Кавлий Руф
Публий Калпурний Мацер Кавлий Руф (на латински: Publius Calpurnius Macer Caulius Rufus) е римски политик на Римската империя от края на 1 и началото на 2 век.
През 103 г. Кавлий Руф e суфектконсул заедно с Аний Мела. През 110 – 112 e легат Augusti на провинция Долна Мизия.